# 芮善
芮善，字性存，直隶武进人。明朝政治人物、进士。

## 生平
洪武三十年，其中春榜进士二甲第一名。其精通《易经》、《春秋》等。且性情淳厚，历任中书舍人、司经洗马、襄府右长史等。